# Lýdia Machová
Lýdia Machová (Eslovaquia,  2 de abril de 1989) es una intérprete profesional políglota de conferencias, mentora de idiomas y profesora de idiomas eslovaca.
En su sitio web Lýdia Machová afirma poder hablar en 9 idiomas y ha probado esto en varios entrevistas y videos de YouTube, donde ella se ha respondido con coherencia y entendimento a las preguntas del entrevistador. También conoce el lenguaje de señas.

## Repertorio idiomático
Lýdia Machová se interesó por aprender idiomas a los 11 años. En ese tiempo de vida ya sabía hablar inglés y alemán gracias a que asistió a escuelas privadas. A los 14 años se dedicó de lleno a aprender idiomas. 
Su método conjuga tiempo y dedicación. Sostiene que, por lo general, empieza a aprender un idioma con un tipo de libro autodidacta, pero de una manera muy sistemática basada en una gran cantidad de repeticiones. Siempre incluye algunos materiales adicionales; que obtiene principalmente en línea de forma gratuita, lo que le proporcionan suficiente material de escucha y lectura. Luego escucha el acento de las palabras por varios minutos. De esta forma los memoriza. Posteriormente procede a profundizar en la gramática, considerando que era lo que daba claridad a las expresiones. 
Luego, en pocos años logró aprender varios idiomas. 
Afirma que todo el mundo puede aprender un idioma si ellos saben cómo. Dice que es su misión mostrarlo.
En su sitio web oficial, Lýdia Machová afirma que puede hablar, leer y entender los siguientes idiomas: 
eslovaco (idioma madre), inglés, alemán, español, francés, polaco, esperanto, ruso, suajaili.
Fundó un sitio language mentoring que explica el método para aprender nuevos idiomas.